# Spirobolus crepidatus
Spirobolus crepidatus är en mångfotingart som beskrevs av Karsch 1881. Spirobolus crepidatus ingår i släktet Spirobolus och familjen Spirobolidae. Inga underarter finns listade i Catalogue of Life.